# 한다희 (배우)
한다희(1993년 3월 23일 ~ )는 대한민국의 배우이다.

## 학력
- 중앙대학교 연극과

## 드라마
- 2014년 ~ 2015년 : SBS 드라마 《미녀의 탄생》 - 이강준의 비서 역
- 2015년 : TV조선 드라마 《김시스터즈》
- 2015년 : TV조선 드라마 《위대한 이야기》
- 2018년 : SBS 드라마 《착한마녀전》
- 2021년 : 웹드라마 《그녀의 가스 라이팅》
- 2023년 : SBS 드라마 《7인의 탈출》 - 오해빈 역
- 2023년 : JTBC 드라마 《힘쎈여자 강남순》 - 태리 역
- 2024년 : SBS 드라마 《7인의 부활》 - 오해빈 역

## 영화
- 2017년 : 베터 예스터데이
- 2021년 : 귀문 - 기자 2 역